# Microsoft SQL Server
Microsoft SQL Server (MS SQL) – system zarządzania bazą danych, wspierany i rozpowszechniany przez korporację Microsoft. Jest to główny produkt bazodanowy tej firmy, który charakteryzuje się tym, iż jako język zapytań używany jest przede wszystkim Transact-SQL, który stanowi rozwinięcie standardu ANSI/ISO.
MS SQL Server jest platformą bazodanową typu klient-serwer. W stosunku do Microsoft Jet, który stosowany jest w programie MS Access, odznacza się lepszą wydajnością, niezawodnością i skalowalnością. Przede wszystkim są tu zaimplementowane wszelkie mechanizmy wpływające na bezpieczeństwo operacji (m.in. procedury wyzwalane).

## Darmowe edycje
Poza edycjami czysto komercyjnymi Microsoft udostępnia również edycje darmowe do dowolnego zastosowania (w tym komercyjnego). Edycje te mają różnorodne ograniczenia i tak np. do wersji 2000 (8.0) włącznie nie były m.in. udostępniane graficzne narzędzia do zarządzania bazami danych oraz były ograniczenia co do możliwej ilości połączeń do bazy.
Począwszy od wersji 2005 (9.0) można pobrać wersję z graficznymi narzędziami i nie ma już limitu połączeń. Narzędzia posiadają jednak ograniczone możliwości w stosunku do pełnej wersji, a nawet jedna z istotnych usług – SQL Agent, instalowana wcześniej w darmowych wersjach, nie jest już dostępna. Nie można już przez to wykonywać zautomatyzowanych zadań np. archiwizacji baz danych o zadanej godzinie. Dodatkowo ograniczona została również wydajność samego serwera SQL (ograniczono wykorzystywaną pamięć RAM).

## Historia wydań
| Wersja       | Rok  | Nazwa wydania                  | Nazwa kodowa |
| ------------ | ---- | ------------------------------ | ------------ |
| 1.0 (OS/2)   | 1989 | SQL Server 1.0                 | –            |
| 4.21 (WinNT) | 1993 | SQL Server 4.21                | –            |
| 6.0          | 1995 | SQL Server 6.0                 | SQL95        |
| 6.5          | 1996 | SQL Server 6.5                 | Hydra        |
| 7.0          | 1998 | SQL Server 7.0                 | Sphinx       |
| –            | 1999 | SQL Server 7.0 OLAP Tools      | Plato        |
| 8.0          | 2000 | SQL Server 2000                | Shiloh       |
| 8.0          | 2003 | SQL Server 2000 64-bit Edition | Liberty      |
| 9.0          | 2005 | SQL Server 2005                | Yukon        |
| 10.0         | 2008 | SQL Server 2008                | Katmai       |
| 10.50        | 2010 | SQL Server 2008 R2             | Kilimanjaro  |
| 11.00        | 2012 | SQL Server 2012                | Denali       |
| 12.00        | 2014 | SQL Server 2014                | Hekaton      |
| 13.00        | 2016 | SQL Server 2016                | –            |
| 14.00        | 2017 | SQL Server 2017                | Helsinki     |
| 15.00        | 2019 | SQL Server 2019                | Aris         |
| 16.00        | 2022 | SQL Server 2022                | Dallas       |